# I Modi

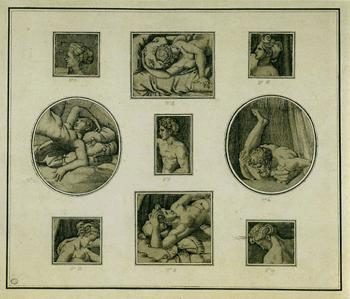
I 9 frammenti delle copie di Agostino Veneziano conservati al British Museum.

I Modi (conosciuti anche come Le sedici posizioni o con il titolo latino De omnibus Veneris Schematibus) furono un famoso libro erotico del Rinascimento italiano, contenente sedici incisioni che rappresentano in modo esplicito una serie di posizioni sessuali.
I Modi furono il primo caso in Italia di pittura di scene con sesso esplicito pensata per essere messa in commercio.

## Prima edizione (1524-7)
La prima edizione fu stampata a Roma dall'incisore Marcantonio Raimondi, che basò 16 immagini di altrettante posizioni sessuali su una serie di dipinti erotici che Giulio Romano aveva realizzato a Roma poco prima di partire per Mantova su commissione di Federico II Gonzaga, il quale le avrebbe utilizzate per adornare Palazzo Te. Si ipotizza che Giulio Romano possa essersi ispirato anche ad alcune antiche spintriae romane di cui era venuto in possesso, ovvero “tessere, del diametro di 20-23 mm, caratterizzate da varie raffigurazioni erotiche su un lato, accompagnate sull’altro lato da un numerale romano, generalmente da I a XVI”.
Le incisioni vennero pubblicate da Raimondi a Roma sul finire del 1524, ma per ordine di papa Clemente VII tutte le copie che si riuscirono a trovare furono radunate e bruciate e l'incisore fu imprigionato. Giulio Romano venne a conoscenza delle incisioni di Raimondi solo quando il poeta Pietro Aretino lo raggiunse a Mantova per vedere i dipinti originali.
Aretino riuscì a ottenere la liberazione di Raimondi, e al tempo stesso compose 16 espliciti sonetti per accompagnare le incisioni. Si ritiene che questa edizione del 1527 fosse la prima in cui le incisioni erotiche erano abbinate a testi altrettanto espliciti, ma si tratta di una supposizione, dal momento che anche le copie di questa edizione andarono tutte distrutte per volere della censura papale.

## Seconda edizione (1530)
Attorno al 1530, Agostino Veneziano realizzò delle incisioni per sostituire quelle di Raimondi derivate da Giulio Romano. Anche le copie originali di questa edizione non sopravvissero, ad eccezione di pochi frammenti nel British Museum, e due copie della posizione 1.
Una copia contenente sommarie illustrazioni in xilografia, stampata a Venezia nel 1550 e rilegata insieme ad altri testi erotici dell'epoca venne scoperta nel 1920 circa: contiene 14 delle 16 posizioni.

## Edizione tarda (1798)
Una nuova serie di incisioni esplicite raffiguranti posizioni sessuali venne realizzata agli inizi del '600 da Camillo Procaccini o più probabilmente da Agostino Carracci per una ristampa più tarda dei poemi di Aretino.
Nel 1798 a Parigi fu pubblicato L'Arétin d'Augustin Carrache ou Recueil de postures érotiques ("L'Aretino di Agostino Caracci, o Raccolta di posizioni erotiche"). Le incisioni erano opera di Jacques Joseph Coiny.

### Soggetti
Diversi elementi dell'opera suggeriscono una conoscenza erudita dei testi classici, in quanto quasi tutte le coppie ritratte appartengono al mondo greco o romano e spaziano dalle divinità (Giove e Giunone) a celebri amanti (Antonio e Cleopatra). L'artista ha dunque celato l'aspetto osceno, affiancando ad ogni personaggio i suoi tradizionali attributi, come ad esempio:
- La sfrenatezza e lo sfarzo dei banchetti di Cleopatra, abbandonati in basso a sinistra rispetto alla scena amorosa.
- Le armi di Achille, anch'esse abbandonate in basso a sinistra.

### Tavola dei contenuti
Note: Queste stampe sono creazioni del tardo XVIII secolo, repliche dalle originali (che hanno, in seguito, influenzato l'arte erotica, in particolar modo quella di Paul Avril ).
| Immagine | N. | Titolo                                    | Figura maschile                   | Figura femminile    |
| -------- | -- | ----------------------------------------- | --------------------------------- | ------------------- |
|          | 1  | Venere Genitrice                          | -                                 | Venere Genitrice    |
|          | 2  | Paride ed Enone                           | Paride                            | Enone               |
|          | 3  | Angelica e Medoro                         | Medoro                            | Angelica            |
|          | 4  | Il satiro e la ninfa                      | Satiro                            | Ninfa               |
|          | 5  | Giulia con un atleta                      | Un atleta                         | Giulia maggiore     |
|          | 6  | Ercole e Deianira                         | Ercole                            | Deianira            |
|          | 7  | Marte e Venere                            | Marte                             | Venere              |
|          | 8  | Il Culto di Priapo                        | Pan, o un satiro maschile         | Un satiro femminile |
|          | 9  | Antonio e Cleopatra                       | Marco Antonio                     | Cleopatra           |
|          | 10 | Bacco e Arianna                           | Bacco                             | Arianna             |
|          | 11 | Polieno e Criseide                        | Polieno (personaggio di fantasia) | Criseide            |
|          | 12 | Un satiro e sua moglie                    | Satiro maschile                   | Satiro femminile    |
|          | 13 | Giove e Giunone                           | Giove                             | Giunone             |
|          | 14 | Messalina col soprannome di Lisisca       | Cliente del bordello              | Messalina           |
|          | 15 | Achille e Briseide                        | Achille                           | Briseide            |
|          | 16 | Ovidio e Corinna                          | Ovidio                            | Corinna             |
|          | 17 | Enea e Didone [accompagnati da un Cupido] | Enea                              | Didone              |
|          | 18 | Alcibiade e Glicera                       | Alcibiade                         | Glicera             |
|          | 19 | Pandora                                   | Epimeteo (?)                      | Pandora             |